# 長尾良
長尾 良（ながお はじめ、1915年4月5日 - 1972年3月29日）は、日本の作家。

## 生涯
兵庫県飾磨郡(現：姫路市)家島町真浦出身。東京帝国大学文学部卒。平林英子・中谷孝雄に師事、『コギト』同人として小説を書く。
太宰治らと親しく、檀一雄の異父妹の高岩忍と結婚。
また、出版社「ぐろりあ・そさえて」の編集者としても働いていた。同社は播磨の大地主で貴族院議員の伊藤長次郎の弟・伊藤長蔵が設立した出版社で、小説や歌集、評論を多く出していた。

## 著書
- 地下の島 ぐろりあ・そさえて 1942 (新ぐろりあ叢書)
- 母呼ぶ声 偕成社 1950
- 太宰治その人と 林書店 1965
- 太宰治 宮川書房 1967
- 長尾良作品集 皆美社 1972

## 参考
- 年譜「長尾良作品集」
- 高岩とみ『火宅の母の記』新潮社、1978